# Jiří Forman
Jiří Forman es un piloto checo de automovilismo, que ha destacado como piloto de kárting y de carreras de camiones.

## Trayectoria

### Inicios
Forman comenzó su carrera automovilística en el año 2004, cuando debutó en una carrera de kárting.
Más tarde, entre 2009 y 2011 sumó sus primeros éxitos, ya que se proclamó campeón del Campeonato Checo de Kárting. Esos éxitos le valieron para competir entre 2011 y 2015 en la Fórmula K para correr con un equipo inglés.

### Carreras de camiones
En 2016 corrió en el Campeonato de Europa de Carreras de Camiones con el equipo checo Buggyra International Racing System, sustituyendo a la leyenda David Vršecký. Fue un año en el que era habitual encontrar a Forman en la zona de puntos (puntuó en 25 de 36 carreras), pero nunca pudo luchar por victorias. De hecho, sólo cosechó un podium, el cual llegó tras una brillante carrera en la que partió noveno. Finalizó décimo en la clasificación general del campeonato, con 93 puntos. Además, ayudó, junto a su compañero de equipo Adam Lacko, a acabar segundo en el título de equipos.

## Resultados

### Resultados en el Campeonato de Europa de Carreras de Camiones
| Año  | Camión       | N.º | Equipo  | 1       | 1     | 1     | 1     | 2      | 2     | 2      | 2      | 3      | 3     | 3     | 3     | 4      | 4      | 4     | 4      | 5       | 5     | 5     | 5     | 6     | 6     | 6     | 6      | 7     | 7     | 7      | 7      | 8     | 8      | 8      | 8      | 9     | 9     | 9     | 9     | Posición | Puntos |
| ---- | ------------ | --- | ------- | ------- | ----- | ----- | ----- | ------ | ----- | ------ | ------ | ------ | ----- | ----- | ----- | ------ | ------ | ----- | ------ | ------- | ----- | ----- | ----- | ----- | ----- | ----- | ------ | ----- | ----- | ------ | ------ | ----- | ------ | ------ | ------ | ----- | ----- | ----- | ----- | -------- | ------ |
| 2016 | Freightliner | 86  | Buggyra | RBR DSQ | RBR 7 | RBR 7 | RBR 5 | MIS 10 | MIS 9 | MIS 13 | MIS 12 | NOG 10 | NOG 9 | NOG 9 | NOG 3 | NUR 15 | NUR 15 | NUR 8 | NUR 11 | HUN Ret | HUN 7 | HUN 7 | HUN 4 | MOS 6 | MOS 7 | MOS 8 | MOS 12 | ZOL 8 | ZOL 7 | ZOL 12 | ZOL 11 | LMS 8 | LMS 10 | LMS 13 | LMS 10 | JAR 9 | JAR 5 | JAR 6 | JAR 8 | 10º      | 93     |